# Кроуфорд Тиллингаст
Кроуфорд Тиллингаст (англ. Crawford Tillinghast) — вымышленный персонаж и главный антагонист рассказа «Из глубин мироздания» (1920) Говарда Филлипса Лавкрафта. Также появляется в произведениях последователей «Мифов Ктулху». Тиллингаст учёный из Провиденс, штат Род-Айленд, который изобрел машину, способную впустить в наш мир существ из Иного измерения.

## Описание
Лавкрафт так описывает его в рассказе «Из глубин мироздания» (1920):
Не так уж приятно видеть некогда цветущего человека неожиданно и сильно исхудавшим, а еще неприятнее замечать, что его обвисшая кожа желтеет, и местами становится серой; глаза проваливаются, округляются и жутко поблескивают, лоб покрывается сетью морщин с проступающими сквозь них кровеносными сосудами; руки дрожат и подергиваются. Если же к этому еще добавить и отталкивающую неряшливость, неразборчивость в одежде, нечесаную, и начинающую редеть шевелюру, давно не стриженную седую бороду, почти скрывающую некогда гладкое лицо, то невольно испытываешь нечто близкое к шоку. То, что предстало передо мной со свечой в трясущейся руке скорее напоминало тень человека – карикатурный образ, поминутно озирающийся по сторонам и пугающийся каких-то невидимых либо видимых только ему одному вещей. Однажды Тиллингаст уже потерпел неудачу и, как следствие, развил в себе склонность к затворничеству и меланхолии. Теперь же, судя по страху, который он испытывал, было понятно, что он стал жертвой собственного успеха. Еще десять недель назад, увлеченный своей фантастической идеей, он с головой ушел в исследования. Тогда он был чрезвычайно возбужден, раскраснелся и излагал свои идеи неестественно высоким, но, как всегда, монотонным голосом. Пламя свечи дрожало в руке этой пародии на человека. Он бормотал себе под нос, едва различимые слова среди сплошного потока невнятных фраз. Это весьма странно, ибо ранее за ним никогда не водилось привычки разговаривать с самим собой.
Кроуфорд Тиллингаст — учёный, целью всей жизни которого было доказать существование высшего плана реальности. Чтобы достичь этого, он изобрел машину, активирующую рудиментарные органы чувств человека и излучающую смесь цветов, похожих на ультрафиолет, что позволяет людям взаимодействовать с тварями, обитающими в ином измерении. Тиллингаст совершил открытие другой реальности, что разрушило его рассудок. В ходе эксперимента он садит коллегу в кресло, а сам появляется перед ним, будто, на представлении. 
Тиллингаст выглядел как исхудавший, изможденный, с болезненно желтоватым цветом лица, с беспокойным блеском во впавших глазах. На лбу и шее выступили, и нервно пульсировали вены, лицо покрывали морщины, а руки била мелкая дрожь. Тщеславный, заносчивый, неопрятный, пренебрегающий правилами гигиены. Ранее он отличался педантичностью и аккуратностью, но, внезапно, стал вести себя как запуганная, дрожащая и трясущаяся гаргулья. Постоянно осматривал всё вокруг себя и боялся обнаружить присутствие чего-то невидимого в пространстве. Был известен как исследователь всего «физического и метафизического». Изучал оккультные книги. Характеризуемый как человек «чувства и действия». Слухи о том, что он занимался наукой и философией, являются не более, чем слухами. Заниматься такими вещами впору беспристрастному человеку с холодным рассудком, а для чувственного и импульсивного человека, каким он был, наука сулила две равные по своим трагическим последствиям возможности – отчаяние в случае провала или невыразимый ужас в случае успеха. К несчастью для Тиллингаста, эксперимент закончился катастрофой, когда его друг уничтожил машину выстрелом из пистолета, то это непреднамеренно привело к его смерти от апоплексического удара. В результате взрыва машина Тиллингаста уничтожается и уже невозможно доказать его открытие.
Тиллингаст демонстрирует четыре наиболее распространенных стереотипа, которые ассоциируются с учеными в фантастической литературе. Во-первых, он «безумный учёный», который нестандартно мыслит и рассматривает идеи, кажущиеся остальным членам научного сообщества смешными или бесплодными. Во-вторых, он тайно ставит опыты, которые считаются нетрадиционными, но не научными. В-третьих, он преследует цель «отомстить» членам научного сообщества, которые высмеивают его методы. Эта месть может служить просто для опровержения научного сообщества и/или как смертельный эксперимент, убивающий тех, кто с ним не согласен; с использованием его машины в качестве орудия убийства. В-четвертых Тиллингаст проявляет фанатическую ярость и бесчеловечность в крайней степени.

## Вдохновение
В «Энциклопедии Лавкрафта» говорится, что в черновике Лавкрафт назвал ученого Генри Энсли (англ. Henry Annesley), а рассказчика Франклин Ратке (англ. Franklin Rathke); но потом заменил их на примеры старых фамилий из Провиденс.
История, по-видимому, представляет собой беллетризацию некоторых концепций, которые Лавкрафт нашел в книге Хью Эллиота «Современная наука и материализм» (1919), что существенно повлияла на его ранние философские взгляды. В частности, Эллиот обсуждает ограниченность чувственного аппарата восприятия человека (ссылаясь на ультрафиолетовые лучи) и отмечает, что большая часть твердой материи представляет собой в основном пустое пространство (избранные письма 1.134, 158).
С. Т. Джоши считает упоминания шишковидного тела шуткой в адрес Рене Декарта, который предположил, что эта железа является связующим звеном между материальным телом и нематериальной душой. Декарт также был метафизиком.
В готической литературе часто встречаются такие образы как безумный учёный или гаргульи, и подобное.
В рассказе «Заброшенный дом» (1924) упоминается Дьюти Тиллингаст.
В романе «Случай Чарльза Декстера Варда» (1927) упоминаются Джеймс, Энн и Элайза Тиллингаст.

## Другие авторы
Чарльз Стросс написал шпионский роман «Морг Дженнифер» ("The Jennifer Morgue") (2006). Спецагенту Бобу Ховарду поручено помешать попыткам миллиардера Эллиса Биллингтона поднять советскую подводную лодку, содержащую "Дженнифер Морг", устройство, позволяющее разговаривать с мертвыми и способное пробудить Великих Древних. Когда устройство попытались включить, корабль был атакован амфибиями. Для того, чтобы подобраться к нему Боб использует Резонатор Тиллингаста. 
Денис Детвиллер упоминает Тиллингаста в рассказах «Ночь и вода» ("Night and Water") и «Проект Радуга» ("Project Rainbow") (2001). Рассказчик, Ратке, продолжил эксперименты Тиллингаста, заручившись поддержкой одного предприятия. Ратке исчез в 1943 году из своей бостонской квартиры. Военно-морской флот США перенял его технологию и попытался использовать её, чтобы сделать корабль "Элдридж" невидимым. Тест был проведен только один раз из-за странных и ужасающих результатов этого эксперимента. Ходят слухи, что нацисты пытались использовать подобную технологию, но не смогли ее контролировать. В последние годы миниатюрные версии резонатора Тиллингаста, предназначенные для демонстрации отдельных существ из других миров, могли быть усовершенствованы для определённых правительственных учреждений.

## Киноадаптации
- Тиллингаст появляется в фильме «Извне» (1986) режиссёра Стюарта Гордона. Его играет Джеффри Комбс, ранее игравший роль Герберта Уэста. Тиллингасту отведена другая роль — осторожного помощника безумного доктора Эдварда Преториуса. Позже Тиллингаста кусает одно из существ из пустоты и он превращается в кровожадного монстра, жаждущего съесть человеческий мозг.
- Тиллингаст появляется в фильме «Глава Банши» (2013), который в общих чертах адаптирует фильм Гордона 1986 года.
- Тиллингаст появляется в веб-сериале «Резонатор» (2022), выпущенного Full Moon Features.